# エフエム岩手
株式会社エフエム岩手（エフエムいわて、FM IWATE BROADCASTING COMPANY）は、岩手県を放送対象地域とした超短波放送（FMラジオ放送）事業を行っている特定地上基幹放送事業者である。
JFN系列局。コールサインはJOQU-FM。

## 概要
1984年9月に岩手県や岩手日報社他が出資し株式会社エフエム岩手設立。初代代表取締役社長には岩手県教育長・出納長を歴任した畑山新信が就任した。「心、いつもリズミック。」をキャッチフレーズに1985年10月1日開局。
岩手県内では唯一の民放FMラジオ放送局である。JFNに属しており、いわゆるBライン番組も多く放送している。『アクセル』、『夕刊ラジオ』、『ふるさと元気隊』など、自社制作にも積極的に取り組んでいる。また、岩手県知事がDJを務める行政番組や、NHK-FM及びAMラジオとの共同同時生放送など、新しい試みも行っている。さらに、マラソン大会やソフトバレーボール大会を主催するなど、地元密着型のイベントにも力を入れている。以前はCMコピーライター大賞やスタンプラリーなどのリスナー参加型の企画も開催され、近隣の系列局が追随して同様の企画を開催するなどの影響を与えたが、現在はFM岩手ではこれらの企画は行われていない。

また、当局含めたJFN系列38局はACジャパン（旧・公共広告機構）の正会員企業の一つである。

## 東日本大震災
2011年（平成23年）3月11日の生放送番組のオンエア中に東北地方太平洋沖地震が発災し、ラジオでの「緊急地震速報」を待たずに「大津波警報」の発令を伝えた。以後、数週間にわたり安否情報・避難情報・インフラ復旧状況が放送されたほか、救援物資搬送の円滑化・ガソリン不足に対する自家用車使用の自粛呼びかけ、節電の呼び掛けCMなどが放送された。

## 他媒体との関係
『FM岩手ニュース』は、読売新聞、朝日新聞、岩手日報の三新聞社により曜日、あるいは時間ごとに担当分けされていたが、2007年4月から朝日新聞に代わり、テレビ岩手（NNN）が担当社となった。開局から2001年3月まで『JFNニュース』は一切ネットされていなかったが、同年4月から平日の21:55 - （土曜は22:55 - 、日曜は20:55 - ）のみネットを開始した。現在は土日のニュースは原則的に『JFNニュース』が放送されるようになっている。
2006年にはテレビ岩手（TVI）本社ビル7階へ社屋を移転。同局のアナウンサーがラジオ番組に出演するなどの番組も放送されている。JFN系の衛星デジタルラジオ「ミュージックバード」が放送されている他、かつてはIBC岩手放送のテレビCMが同局のアナウンサーの声で放送される事があった。また、岩手めんこいテレビ（mit）が同タイトルの連動番組『勝ちそー』を放送していたがエフエム岩手にのみ残され、2010年に再び「勝ちそー」を謳うテレビ番組が復活した。岩手朝日テレビ（IAT）との生放送番組も放送されたことがある。

## イメージキャラクター
キャラクターは「ケンタくん」で、岩手県鳥であるキジをモチーフとしている。デザインは、岩手県出身・在住の漫画家「池野恋」。ケンタくんの名称は一般公募で開局翌年に決定された。

## ウェブサイト
- 独自ドメインは局の略称「fmi」と異なり「fmii」だが、これは「Friendly Media in Iwate」の略である。
- 2000年頃までのドメイン名は「fm-iwate」だった。

## 資本構成
企業・団体の名称、個人の肩書は当時のもの。出典：

### 2015年3月31日 - 2016年3月31日
| 資本金   | 発行済株式総数 | 株主数 |
| -------- | -------------- | ------ |
| 9000万円 | 14,400株       | 57     |

| 株主                           | 株式数  | 比率   |
| ------------------------------ | ------- | ------ |
| テレビ岩手                     | 1,524株 | 10.58% |
| 読売新聞東京本社               | 1,424株 | 09.88% |
| みちのくコカ・コーラボトリング | 1,008株 | 07.00% |
| 岩手日報社                     | 0,942株 | 06.54% |
| IBC岩手放送                    | 0,852株 | 05.91% |
| ジャパンエフエムネットワーク   | 0,833株 | 05.78% |
| 東北銀行                       | 0,688株 | 04.77% |
| 岩手めんこいテレビ             | 0,482株 | 03.34% |
| 岩手銀行                       | 0,482株 | 03.34% |

## 沿革
- 1982年（昭和57年）10月27日 - 岩手県にFM周波数を割り当て[8]。
- 1984年（昭和59年）9月14日 - 株式会社エフエム岩手設立（開設準備室は岩手日報社内にあった。）
- 1985年（昭和60年）10月1日 - 全国17番目（エフエム群馬と同日）にエフエム本放送を開始（この日を開局記念日としている。）。
- 1995年（平成7年）4月1日 - 文字多重放送（見えるラジオ）開始。コールサインはJOQU-FCM。
- 2006年（平成18年）10月1日 - 本社を「小岩井明生ビル」（現在の小岩井・明治安田ビル、盛岡市盛岡駅前通8-17）から、テレビ岩手本社7階（盛岡市内丸2-10）に移転。放送機器をデジタル対応に更新。10月2日より新本社での放送を開始。この頃から、英文表記が「Iwate FM Broadcasting Co,. Ltd.」から「FM IWATE BROADCASTING COMPANY」に変わっている。
- 2011年（平成23年）
  - 1月26日 - KDDIのauスマートフォン・携帯電話向けの民放FM52局ストリーミング配信サービス「LISMO WAVE」にて全国配信を開始。（2019年（令和元年）9月30日をもって終了）
  - 3月11日 - 東北地方太平洋沖地震（東日本大震災）が発生。
  - 3月15日 - 東日本大震災に伴う災害情報提供のため、TOKYO FMと東北地方のJFN加盟6社が「LISMO WAVE」のサービスを利用したインターネットによる全国配信を開始（同年4月30日まで実施）。
  - 3月25日 - 地震から2週間。特別番組「Pray for Iwate 〜心をひとつに〜」を放送。
  - 4月28日 - 同日12時から、岩手・宮城・福島・茨城の民放ラジオ7局がIPサイマルラジオ「radiko」による全国配信を期間限定で開始[9]（2012年（平成24年）3月31日まで実施）。
  - 12月5日 - Android・iOS向けのJFN系FM局ストリーミング配信サービス「ドコデモFM」にて全国配信を開始。（2021年（令和3年）2月28日をもって終了）
- 2014年（平成26年）
  - 3月31日 -  文字多重放送廃止。
  - 4月1日 - 釜石支局にて「かまいしさいがいエフエム」の運営を受託。
  - 12月4日 - FM岩手初の試みとなる地域限定番組「くじなのだ」が野田中継局エリア限定で放送開始。
  - 12月19日 - 開局後初の新規中継局となる岩泉中継局が完成し、試験放送開始（運用開始は12月26日）。
- 2015年（平成27年）
  - 3月20日 - 山田中継局が完成し、試験放送開始（運用開始は3月29日）。
  - 9月30日 - IPサイマルラジオ「radiko」による岩手県内の無料配信と、「radiko.jpプレミアム」による全国配信を開始[10]。
- 2016年（平成28年）12月23日 - 大槌中継局が完成し、運用開始。
- 2018年（平成30年）5月1日 - V-Low帯マルチメディア放送・インターネットラジオサービス「i-dio」にて北海道・東北地方でのサイマル放送・配信を開始。（2020年（令和2年）3月31日をもって終了）
- 2021年（令和3年） - 東日本大震災から10年目を契機に、岩手県内のメディア・新聞（エフエム岩手のほかに岩手日報・岩手日日・読売新聞・朝日新聞・毎日新聞・共同通信社・時事通信社・NHK盛岡放送局・テレビ岩手・岩手朝日テレビ・IBC岩手放送・岩手めんこいテレビと、岩手県の一部をエリアとするデーリー東北）との共同キャンペーン「震災10年 ともに」を展開[11][12]。

## 本社・支社・支局
- 本社：岩手県盛岡市内丸2-10 テレビ岩手本社7階（〒020-8512）
- 東京支社：東京都港区元赤坂1丁目2-7 赤坂Kタワー4階（〒107-0051）

### ふるさと元気隊
- 平泉支局：西磐井郡平泉町平泉字毛越248　浄土の館（〒029-4102） - 2017年9月再開局
- 久慈支局：久慈市長内町第12地割26-4（〒028-0041） - ふるさと元気隊創設時に開局
  - 開設当初は中央2-14 2階（〒028-0061）に所在。支局規模縮小時に現位置へ移転。
  - 平泉支局と異なり、ホームページの会社概要欄には記載されていないが、事業報告書には支局および所在地が記載されている。

### 閉鎖された支局
- 遠野支局：遠野市中央通り11-1（〒028-0523） - ふるさと元気隊創設時に開局、2015年3月を以って閉鎖。
- 八幡平支局：八幡平市大更第24地割22-5（〒028-7111） - ふるさと元気隊創設時に開局、2015年3月を以って閉鎖。
- 紫波支局：盛岡市内丸2-10 7階（〒020-8512） - 2011年4月に開局、2015年3月を以って閉鎖。本社内に併設されていた。
- 盛岡支局：盛岡市内丸2-10 7階（本社内 / 〒020-8512） - 2011年に開局、2016年3月を以って閉鎖。末期は本社内に併設。
  - 2011年の開局より2013年3月までは本社向かいのもりおか復興支援センター3Fに、2013年3月 - 2015年3月までは肴町商店街振興組合事務所1Fに所在していた。
- 平泉支局（旧）：西磐井郡平泉町坂下6（〒021-0893） - 2012年4月開局、 2016年3月を以って閉鎖。
- 北上支局：北上市新穀町1丁目3-24（〒024-0092） - 2012年4月開局、2016年3月を以って閉鎖。
- 岩泉支局：下閉伊郡岩泉町小本字家の向52-1 小本生活改善センター2F（〒027-0421） - 2014年6月開局、2018年3月を以って閉鎖[注釈 5]。
- 一戸支局：二戸郡一戸町西法寺字稲荷 IGR一戸駅2F（〒028-5301） - 2013年7月開局、2020年3月閉鎖。
- 九戸支局：九戸郡九戸村大字伊保内第11地割47-1 街の駅まさざね館2F（〒028-6502） - 2014年6月開局。[注釈 6]2021年3月閉鎖。
- 釜石支局：釜石市鈴子町22-1 シープラザ釜石2F（〒026-0031） - 2011年4月開局
  - 2014年4月より、かまいしさいがいエフエムの運営を受託。それ以前も同エフエムの開局以来、技術支援を行っていた。以前はサン・フィッシュ釜石の中にあった。2021年3月閉鎖。
- 県南支局：北上市新穀町1丁目4-13（〒024-0092） - ふるさと元気隊創設以前から存在していた支局。閉鎖日不明。[注釈 7]

## 周波数・出力

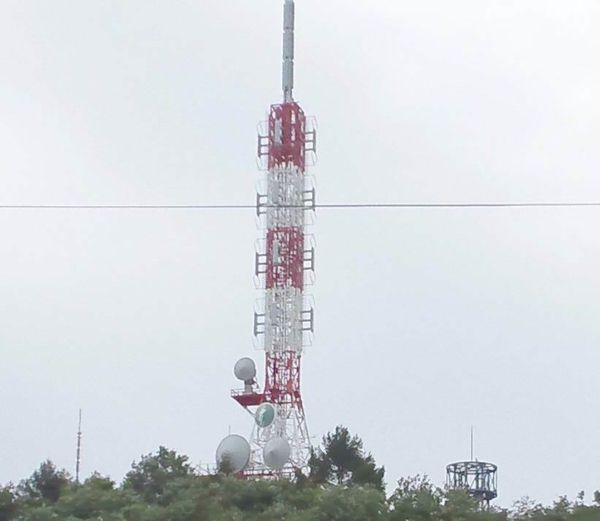
テレビ岩手と共用する新山送信所の送信塔。
緑色に塗られているのがエフエム岩手のアンテナ。

| 親局     | 周波数  | 空中線電力 | ERP   | 備考                                                             |
| -------- | ------- | ---------- | ----- | ---------------------------------------------------------------- |
| 盛岡     | 76.1MHz | 1kW        | 4.7kw | TVIの鉄塔使用                                                    |
| 中継局   | 周波数  | 空中線電力 | ERP   | 備考                                                             |
| 釜石     | 79.2MHz | 200W       | 500W  | TVIの鉄塔使用                                                    |
| 宮古     | 89.3MHz | 100W       | 115W  | TVIの鉄塔使用                                                    |
| 二戸     | 82.2MHz | 100W       | 170W  | 民放デジタル鉄塔（元TVI・mit・IATアナログ）使用 旧・福岡中継局。 |
| 大船渡   | 79.7MHz | 10W        | 11.5W | IBCの鉄塔使用                                                    |
| 陸前高田 | 85.9MHz | 10W        | 38W   | TVIの鉄塔使用                                                    |
| 一関     | 80.3MHz | 10W        | 17W   | TVIの鉄塔使用                                                    |
| 遠野     | 80.7MHz | 20W        | 20W   | TVIの鉄塔使用                                                    |
| 野田     | 77.0MHz | 100W       | 190W  | NHKの空中線を共用                                                |
| 岩泉     | 78.3MHz | 30W        | 31W   |                                                                  |
| 山田     | 82.0MHz | 10W        | 12.5W |                                                                  |
| 大槌     | 78.4MHz | 20W        | 100W  | オープニング、クロージングの中継局告知で唯一アナウンスされない。 |

## スタジオ
- 第1スタジオ
- 第2スタジオ
- ニューススタジオ

## サテライトスタジオ

### 現在
- MJスタジオ（北上市、アメリカンワールド内）
  - 日曜、祝日などに公開放送（生放送、収録とも）で不定期に使用する程度だが、それ以外はアメリカンワールド主催でイベント会場として使われている。
- さくらホールスタジオ（北上市、さくらホール内）
  - 「モコの夜はこれから!」「スタジオさくらーと」で使用。
- 浄土の館スタジオ（平泉町、宿泊交流体験施設「浄土の館」内）
  - 「ふるさと元気隊 Monday 平泉ひかるFM」放送再開に伴い開設。2017年9月18日放送開始。

### 過去
- FAスタジオ（アネックスカワトク1階）
- 公園通りスタジオ（パルクアベニューカワトク1階）
- KaDaRuスタジオ（盛岡駅前通、2005年3月 - 2009年9月）
- カッパスタジオ（遠野市、遠野支局内、2010年10月 - 2015年3月）
  - 「ふるさと元気隊 Wednesday 遠野ずもなFM」放送に伴い開設。
- さっこらスタジオ（盛岡市、肴町商店街振興組合事務局1F）
  - 「ふるさと元気隊 Thursday 盛岡さんさFM」放送に伴い、当時支局が入居していたもりおか復興支援センター（エフエム岩手本社向かい）に開設。2013年4月に支局とともに肴町に移転。支局の本社内移転に伴い、2015年3月を以って閉鎖。[注釈 8]
- 月見坂スタジオ（平泉町、平泉支局内、2012年4月 - 2016年3月）
  - 「ふるさと元気隊 Thursday 平泉ひかるFM」放送に伴い開設。
- 岩泉小本スタジオ（岩泉町、小本生活改善センター2F、2014年7月1日 - 2018年3月27日）
  - 「ふるさと元気隊 Tuesday 岩泉龍泉洞FM」放送に伴い開設。
- 釜石支局サテライトスタジオ（釜石市、シープラザ釜石2F）
  - 東日本大震災直後の2011年3月28日にTOKYO FMの技術協力で設置された。「ふるさと元気隊 Wednesday 釜石やっぺしFM」は同年1月の放送開始からスタジオ開設までの間は、本社から放送していた。
  - かまいしさいがいエフエムの運営受託を行っており、ここから放送していた。
- 花の丘スタジオ（一戸町、イコオショッピングセンター内）
  - 「ふるさと元気隊 Friday いちのへドッキドキFM」放送に伴い開設。2013年7月19日放送開始。
- どでんスタジオ（九戸村、道の駅おりつめオドデ館内）
  - 「ふるさと元気隊 Wednesday 政実くのへFM」放送に伴い開設。2014年7月2日放送開始。
- くんのこスタジオ（久慈市、やませ土風館多目的ホール内）
  - 2012年4月2日開設。「ふるさと元気隊 Monday くじぃくじ〜く」放送開始から当スタジオ開設までの間は、本社から放送していた。久慈支局の規模縮小および生放送の終了、放送時間を縮小しタイトルを「くじぃくじ〜く ちょぺっと」に改題した際に使用終了。
- がったんごっとんスタジオ（久慈市、道の駅白樺の里やまがた内）
  - 「ふるさと元気隊 Monday くじぃくじ〜く」にて、毎月最終月曜日に旧山形村エリアの情報を伝えるコーナーで使用。2013年8月26日放送開始。久慈支局の規模縮小および生放送の終了、放送時間を縮小しタイトルを「くじぃくじ〜く ちょぺっと」に改題した際に使用終了。

## 放送時間
午前5時を起点とした24時間放送を行っているが、日曜深夜（月曜未明）は1:00 - 5:00の間、放送を休止する。
局名告知は、開局30周年を機に一部変更された。
オープニングは4:57:48から、フリーパーソナリティ（元同局アナウンサー）の古山そのみが「JOQU-FM、お聴きの放送はエフエム岩手です。只今より本日の放送を開始致します。」とアナウンス。中継局の周波数を読み上げ、「以上の周波数でお送りしています。」と締め、音楽がフェードアウトし、5:00の時報となる。BGMはREMEDIOSの『Island』（映画『打ち上げ花火、下から見るか? 横から見るか?』のサウンドトラックより）。
クロージングは、オープニングと同じく古山が「JOQU-FM、お聴きの放送はエフエム岩手です。只今を持ちまして本日の放送を終了致します。」とアナウンス。中継局の周波数を読み上げ、「以上の周波数でお送りしました。」と締め、音楽がフェードアウトし、放送を終了する。BGMはREMEDIOSの『Forever Friends』（映画『打ち上げ花火、下から見るか? 横から見るか?』のサウンドトラックより）。

## 主な自社番組

### 放送中の番組
2025年7月時点。
現在の番組の詳細は、公式サイトの番組情報あるいはタイムテーブルを参照。
- アクセル（月曜 - 金曜 7:30 - 8:45）
- 夕刊ラジオ（月曜 - 木曜 16:30 - 18:55・金曜 16:00 - 18:55）
- ふるさと元気隊Monday 世界遺産ひらいずみ（月曜 12:00 - 12:25）
- くじぃくじ〜く ちょぺっと（月曜 12:45 - 12:55）
- 洋楽メモリーズ（火曜・水曜 8:45 - 9:00）
- あなたのハートをうちぬくラジオ TAKIZAWAドッキュン（第1・3火曜 15:45 - 16:00）
- RYOバンデス（第2・4火曜　15:45 - 16:00）
- モコの夜はこれから!（火曜 19:00 - 19:55）
  - 北上市の北上市文化交流センター さくらホールからの生放送。
- Prism〜ココロ・イロドル・プログラム〜（水曜 13:30 - 15:55） - 2022年3月末までは木曜11:30-12:55に放送。枠移動後以下のコーナーを内包
  - アートフル・デイズ（15:00 - ）
  - 軽米主義-karumaism-（第4水曜 15:30 - 15:40）
- Delicious Smile! （木曜 8:45 - 9:00）
- よりこのうたラジ（木曜 13:30 - 15:00）
- 岩手ダイハツpresentsちゃんゆきのガンバ!Radio（木曜 15:30 - 15:55）
- 週刊MUSIC PUNCH!（木曜 19:00 - 19:55）
- おもかげ横丁 スナック いがわ （木曜 21:30 - 21:55、以前は19:30 - 19:55）
- ALWAYS KAWATOKU （金曜 12:00 - 12:55）
- Hiking レディオ（金曜 13:30 - 14:00、川村龍雄、石田麻衣、東出雅子、古山そのみ）
  - 県北部にある八幡平市、岩手町、葛巻町の情報番組。「Hiking」とは、八幡平市の頭文字「H」、岩手町の「I」、葛巻町の「K」に「ing」を足したもの[13]。
- FRIDAYそのミン（金曜 14:00 - 15:55）
- 天津木村の、今夜ええコトあると思います!（金曜 19:00 - 19:30）
- スタジオさくらーと（金曜 19:30 - 19:55）
  - 北上市の北上市文化交流センターさくらホールから生放送。
- いーはとーぶトーク（土曜 7:30 - 8:00）
- Millennial Wind （第2・4土曜 9:00 - 9:30）
- ラグノオpresents 道の駅ドット混む!!（土曜 9:30 - 9:55）
- Driving Pleasure（土曜 11:00 - 11:55、山本大一）
- 丸顔たちは、きょうも空腹（土曜 18:00 - 18:30、くどうれいん・阿部沙織）
- アンダーパス!のめちゃ盛りナイト♪（2017年8月 - 、土曜 18:40 - 18:55）
- BRA-BAN!（土曜 20:00 - 20:30）
- 日食なつこの拝啓、あをいめだまの子いぬ（土曜 20:30 - 20:55）
  - Date fm・ふくしまFM・RADIO BERRYにネット。
- 北Gのサンデーモーニング（日曜 8:30 - 8:55）
- 岩手医科大学〜いのちから〜（日曜 9:30 - 9:55、小田加代子）
- ビッキー吉田の「フォークケロケロ」（日曜 18:00 - 18:30、ビッキー吉田・阿部沙織）
- 喜雲寺住職 佐々木秀吾のSunday 坊主 アワー（第1日曜 18:30 - 19:00）
- おでんせプラザぐろーぶpresents 真夜中は黒猫（日曜 24:30 - 25:00）

### 期間限定
- APPI SNOW STYLE（冬季限定）
  - 安比高原スキー場の情報番組。APPI SNOW GATEの後継番組で、2009年から岩手のみの生放送。
- APPI SNOW GATE（冬季限定）
  - 2008年まで放送されていた安比高原スキー場の情報番組。エフエム青森、Date fmの3局ネット放送。
- APPI 夏の想い出学校（夏季限定）
  - 安比高原の情報番組。
- やるJ!グルージャ（月曜 19:00 - 19:30）

### 過去
平日午前
- 朝のペパーミントタイム （1985年10月 - 2010年3月、月 - 金 7:30 - 9:00）
エフエム岩手の開局時から続いていた同局を代表する早朝帯番組。当初は番組名の頭に「モーニングダイヤル」がついていて9:50までの放送だった。

平日午後
- ひるは虹色リクエスト（月 - 金 12:00 - 12:55）
- SOUND AQUARIUM（「ひるラジ・クロスストリート」の前身）
- ひるラジ・クロスストリート（ - 2004年9月）
平日の12:00 - 13:00（一時期11:30 - ）、「公園通りスタジオ」から放送されていた。
- イブニングダイヤル -街はトワイライト-（月 - 金 17:00 - 18:55）
- JOQUレディオα（WAVE SCAPEの前身）
- MAX WAVESCAPE （ - 2011年4月29日、月 - 金 16:00 - 18:55）
夕方の大型情報番組。開始当初の数年は「WAVE SCAPE」のタイトルで17:00 - 18:55の放送だったが、2003年4月に開始時間繰り上げによる放送枠拡大により番組タイトルが変更された。
- Posh!（2011年5月 - 2019年4月30日、月 - 金 16:00 - 18:55）
- LEAP NIGHT 楽音百貨店（2000年4月 - 2001年3月、月 - 木 21:00 - 21:55）
- 「勝ちそー」はLEAP NIGHTの金曜版としてスタートした。
- 青の国から ふだいラジオ（月曜 15:45 - 16:00）[注釈 9]

金曜日
- フライデーリクエスト サウンドエモーション
- フライデーMUSICパーティー
- Goody Friday Heart Beat Cafe（ - 2002年9月、毎週金曜日放送）
パーソナリティは鈴木智恵。開始時間は12:00（一時期9:00または10:00）、終了時間が14:00、14:25、14:55と変更された。2002年4月からは13:00 - 14:55。
- Vitamin House（2002年10月 - 2005年9月、金 13:00 - 14:55）
パーソナリティ：古賀徹（一時期）、木村雅子
- GOTTA FRIDAY（2005年10月 - 2009年3月）
- OLDIES MEMORY（金 15:00 - 15:55）
パーソナリティ：川村龍雄（1996年4月 - 2009年12月）、古山そのみ（2010年1月 - 2010年3月）
- MJ WAVE（金 19:00 - 19:55　北上市のMJスタジオから生放送）
- Re:ゼロから始めるSDGs習慣（金曜 11:30 - 11:55）3

土曜日
- サタデークルージングタイム（1985年10月 - 2007年3月、土 9:00 - 10:00 ※放送開始時刻と放送時間は数回変動していた）
2000年9月までは録音放送だったが（生放送の時期もあり）、同年10月から生放送へ移行。
パーソナリティ
吉岡妙子（1985年10月 - 2000年9月）
※吉岡時代の初期にはナビゲーターと称してFM岩手のアナウンサー（渡辺美佐子→藤村はるみ）と2人での放送だった。（吉岡自身はその当時はドライバーの設定で、単独になってからはナビゲーター）
村上まゆこ（2000年10月 - 2007年3月）
- 70's MEMORY（土 10:30 - 10:55）
この番組が放送されていた当時、他のJFN局ではこの時間『オートラマときめきのウィークエンド』（DJ・尾崎亜美）が放送されていたが、岩手県には当時オートラマ店がなかったためネットされなかった。なお、この番組はいったん終了後、数年後に「OLDIES MEMORY」としてリメイクされ、2010年3月まで放送された。
- JOQUアルバムTOP10（1988年10月 - 、 土 18:00 - 19:55）
- スーパーサタデーウイークリーホットチャート
アネックスカワトク「FA Studio」から生放送されていた。「club F」の前身。
- スマイリング・ハート→Kawatoku Smiling Heart（ - 2008年3月）
盛岡市内の百貨店・川徳1階のブース状サテライトスタジオ「公園通りスタジオ」より放送されていた。
- BEAT PANIC（2001年 - 2008年3月29日）  
土曜夕方に放送された音楽チャート番組。パーソナリティは加藤裕。地元のヘアメイク専門学校生がアシスタントとして出演していた時期があった。
- Hyper Countdown Radio「club F」
フェザン「出逢いの広場」から生放送されていた。「Beat Panic」の前身。

日曜日
- タケダスポーツスーパーQステーション→T's MUSIC POWER　
タケダスポーツが店舗を展開している青森、秋田、山形でも放送された。DJは桑田真紀など。
日曜14時台に放送されていた時期がある。多くのJFN系列局ではエフエム大阪制作の『SOUND CRUISING』を放送していたが、自由に番組編成を組んでよい時間帯であったことから、岩手・青森・秋田・山形の4局は『スーパーQステーション』を放送していた。1994年4月、『SOUND CRUISING』に変わって『山下達郎のJACCSカード サンデー・ソングブック』が枠移動してきたが、半年間は自由編成ができることからそのまま継続させ、この4局は『サンデー・ソングブック』を遅れネットとしていた[注釈 10]。1994年10月からは『サンデー・ソングブック』を同時ネットへ移行したため、『スーパーQステーション』は日曜9時枠へ移動させた。
- 高橋佳代子のハートフルいわて（2008年4月 - 2024年3月、第2・4日曜 8:00 - 8:30）

その他
- それでも皆 これでもか これでもか（月 1:30 - 2:00<日曜深夜>）
- ほほえみワンダーランド
- That's Live Super Edition
- 吉田朋代フロム・ザ・ハート
- 岩手高原サウンドシュプール（冬季のみ）
- LIVE GENERATION
- 魁!ミュー塾（2005年3月 - 2009年3月）
- HEAVY SOUND JERKY（2008年4月 - 2009年3月、火 19:00 - 19:55）
パーソナリティ：古賀徹
- 中津川テレビ☆わんだアナ! - ウェイバックマシン（2009年12月18日アーカイブ分）（ - 2010年9月、火 11:30 - 11:55）
テレビ岩手のアナウンサーが週替わりでパーソナリティを担当。
- ALL THAT JAZZ（第2、4日曜 20:00 - 20:55）
開局以来続いていた番組。
- 野遊び倶楽部 イーハトーヴ（金 19:00 - 19:30）
- ちゃんゆき・まゆこの花金ラジオ!アンダーエイジもお忘れなく（金 19:00 - 19:30）
- 松本哲也 Second Street（木 20:00 - 20:55）
- らじポン（月 19:00 - 19:55）
- ゲンちゃんの朝めし前だよっ!（日 7:00 - 7:30）
当初は帯番組で月 - 土の5:45 - 6:00に放送していた。番組開始から長いこと川村龍雄が担当していたが、末期は佐野よりこが担当していた。
- 熱血!ゴールデンスタジアム（水 19:30 - 19:55）
- キラキラ☆Rankin - ウェイバックマシン（2010年5月27日アーカイブ分）（2010年4月 - 、 金 10:00 - 10:55）
- Do You!?（金 11:30 - 14:55）
- イオン盛岡南ショッピングセンタープレゼンツ・I LOVE MY TOWN - ウェイバックマシン（2009年2月26日アーカイブ分）（土 11:00 - 11:55）
当初は「HAPPY MY TOWN」のタイトルで放送されていた。
- 勝ちそー→勝ちそー研究室→勝ちそーラジオ（金 20:00 - 20:55）
- 開運!乙女塾（土 18:00 - 18:30）
- くじなのだ（2014年12月4日 - 2015年2月26日、木 20:00 - 20:55）
  - 総務省モデル事業による、野田中継局エリア（77.0MHz　久慈市・野田村中心）限定・期間限定の地域情報番組。同中継局以外のエリアでは通常放送（アーティスト・プロデュース・スーパー・エディションを放送）されていた。ナビゲーターはまつみたくや、アシスタントは久慈市在住の弐又真美で、ハローワーク久慈裏側の特設スタジオより放送。
- コーク・サウンド・シャッフル（水 19:00 - 19:30）
パーソナリティは歌手のさわち美欧。みちのくコカ・コーラ提供で、同社担当エリア内のエフエム青森、エフエム秋田でも放送されていた。2015年3月を以って終了。
- 七瀬龍一のミュージックファクトリー（日 18:30 - 18:55）
- うさぎの悪あがき（水 19:00 - 19:25）
- B-famのオールディーズに恋してる（木 15:30 - 15:55）
- 岩手ダイハツpresents 『Wonderful Aria』（木 15:30 - 15:55）
- わん（こ）らじお -2nd Season-（木 19:00 - 19:30）
- 松本哲也 NEXT STAGE（ - 2019年6月、水 19:30 - 19:55）
- まあるく生きる 〜凸を強みに凹に工夫を〜（金 10:45 - 10:55）
- いわてかるた（仮）への道（金 15:20 - 15:35）
- 松本哲也「今夜も最高!」（2021年1月 - 2024年3月、木 19:00 - 19:30）

## エフエム岩手POWER PLAY
- 月替わりで邦楽3曲、洋楽2曲を選定。
2019年3月までは「Reputation Cuts（レピュテーション・カッツ）」、それ以前は「エフエム岩手 ブランニューボム」の名称で、毎月邦楽と洋楽各2曲を選定していた。

## 主催イベント
- 宮古サーモンハーフマラソン
毎年11月第2土曜日、宮古市のシーサイド公認コース（日本陸連）で開催。
- エフエム岩手杯ソフトバレーボール大会
毎年10月、盛岡市または滝沢市で開催。
- 歳末チャリティーオークション
毎年12月後半、盛岡駅ビル「フェザン」で開催。収益金は岩手県共同募金会へ寄付。

## アナウンサー・DJ

### 現在
アナウンサー
| 名前     | 読み仮名    | 入社年    | 主な担当番組など（2025年時点）                                                                     | 備考 |
| -------- | ----------- | --------- | -------------------------------------------------------------------------------------------------- | ---- |
| 阿部沙織 | あべ さおり | 2012年4月 | 夕刊ラジオ（月曜・水曜・金曜） Delicious Smile!（木曜） ビッキー吉田の「フォークケロケロ」（日曜） |      |

パーソナリティ
- 川村龍雄 - 岩手の料理小噺（月曜）・洋楽メモリーズ（火曜・水曜）・Hiking レディオ（金曜）・いーばとーぶトーク（土曜）
  - 2009年、政治家転身（八幡平市長選に出馬し落選）のため降板。その後衆議院議員秘書を務めた後に2013年、「もりおかレオのちさんちショウタイム」レポーターを務めるなど当局の番組に復帰している。
- 加藤卓也 - 岩手の料理小噺
- 河合純子 - ふるさと元気隊 Monday 世界遺産ひらいずみ
  - FMあすもDJを経て、2017年9月より平泉ひかるFMパーソナリティとして復帰。
- 吉田知佳 - ふるさと元気隊 Monday 世界遺産ひらいずみ
- 八重櫻真一 - ふるさと元気隊 Monday くじぃくじ〜く ちょぺっと
- 石田麻衣（元IBC岩手放送アナウンサー） - アクセル（火曜・水曜）・ALWAYS KAWATOKU（金曜）・Hiking レディオ（金曜）
- 古山そのみ（元エフエム岩手アナウンサー） - Hiking レディオ（金曜） ・FRIDAYそのミン（金曜）
- 高野真一郎 - 夕刊ラジオ（火曜）
- 橋本朋子 - モコの夜はこれから!（火曜）
- 小田加代子 - 岩手医科大学〜いのちから〜（日曜）
- underpath! - アンダーパス!のめちゃ盛りナイト♪
- 一條貴久子 - アクセル（月曜・金曜）
- 小野寺惠 - Delicious Smile!
- 佐竹莉奈 - Prism〜ココロ・イロドル・プログラム〜（水曜）
- 吉田有希 - 岩手ダイハツpresents ちゃんゆきのガンバ!Radio（木曜）
- 佐野よりこ - よりこのうたラジ（木曜）・Hiking レディオ（金曜）・北Gのサンデーモーニング（日曜）
- 柳咲恵 - 夕刊ラジオ（木曜）
- 山本大一 - ラグノオpresents 道の駅ドット混む!!（土曜）・Driving Pleasure（土曜）
- 井川シスターズ - おもかげ横丁 スナックいがわ（木曜）
- 日食なつこ - 日食なつこの拝啓、あをいめだまの小いぬ（土曜）
- 村井由紀子 - Be the Wind（第2・第4土曜）
  - 日本道路交通情報センター勤務、FMたいはくパーソナリティを経て、ふるさと元気隊八幡平支局員として2012年4月 - 2015年3月の支局閉鎖まで勤務。また同年4月よりフリーとして「いーはとーぶトーク」のコーナー担当などを務める。
- 北島貞紀 - 北Gのサンデーモーニング（日曜）
- ビッキー吉田 - ビッキー吉田の「フォークケロケロ」（日曜）
- 明内一師（みょんちゃん） - BRA-BAN!（土曜）
- 佐々木秀吾 - 喜雲寺住職 佐々木秀吾のSunday 坊主 アワー（第1日曜）
- 磯水菜（元テレビ岩手アナウンサー） - アクセル（木曜）

### 元アナウンサー
- 佐藤望（エフエム栃木の開局準備期に移籍。2023年度末まで放送部長を務める）
- 大川原儀明（青森朝日放送へ移籍）
- 雨宮憲之（退社後は新聞記者や会社員を経て、賃貸経営コンサルタント兼アパート・マンションオーナーとして活動）
- 若野裕子
- 渡辺美佐子
- 鈴木富美子
- 藤村はるみ
- 古山そのみ（現・フリーパーソナリティ）
- 畑中賢治（研志）（代々木アニメーション学院仙台校校長→札幌校校長）
- 木村雅子（現・フリーパーソナリティ）
- 塩畑弘之（現・秋田朝日放送）
- 宮原健（成田ケーブルテレビ→専門紙記者）
- 鈴木智恵（退社後日本気象協会や東北放送等で気象予報士を務め、現在はフリーパーソナリティ）
- 渡辺亜里（2005年 - 2007年、石川テレビ放送を経て現在はフリーアナウンサー）
- 古賀徹（エフエム戸塚放送局長兼パーソナリティー→エフエム福島ディレクター→フリー→エフエム福島アナウンサー兼編成制作部長）
  - 東日本大震災以降、富岡町災害FM（おだがいさまFM）のボランティアスタッフも務めている[14]。フリー期間中に「元気総研」等のパーソナリティを務めた。
- 久保田祐子（退社後、NHK盛岡放送局キャスター→「くぼたゆうこ」名義でフリー）
- 加藤裕（現・フリーパーソナリティ） - エフエム岩手退職後もしばらくの間、フリーとして番組出演を継続していた。
- 渡辺真理子（2011年4月 - 2015年3月）
- 鈴木清恵 - 2014年採用。みやこハーバーラジオより移籍。
- 橋爪志織（2020年4月 - 2023年11月）
- 阿部由佳（2015年4月 - 2025年3月）

### 過去に出演していたパーソナリティ
- 吉岡妙子
- 佐藤千代子（現在はラヂオもりおかDJ）
- 田沼早苗（現在はラヂオもりおかDJ）
- 菅原直子
- アンディ小山（元シャープ・ホークス。）
- 秋元みゆき
- 井上恭子
- 黒崎美香
- 藤原眞美（奥州エフエムDJ→FMあすもDJ）
- 味園史湖（みその・ふみこ。現在はFM OneDJ）
- 村上まゆこ
- 斉藤光子
- 大泉忍
- 大橋都希子
- 今入亜希子（元青森朝日放送アナウンサー。エフエム岩手では「AKIKO」名義でも番組を担当していた）
- 番井奈歩
- 東出雅子（元エフエム青森アナウンサー）- ふるさと元気隊久慈支局・八幡平支局に支局員として勤務したこともある。
- 松本ともこ（元TOKYO FMアナウンサー）
- 沼田智香子 - パネット所属。ニュースやスポット番組等を主に担当していたが、2015年3月に急逝。
- 千葉絢子（元岩手めんこいテレビアナウンサー） - 2015年3月を以ってMITを退職し、フリーとなる。4月6日 - 5月18日の短期間、「Posh!」月曜日担当。
- 安倍愛理 - 2013年度のいわて純情むすめを務めた後、2015年4月から2019年3月までふるさと元気隊一戸支局員として勤務。
- 畠山純奈
- まつみたくや - 一部番組ではミキサーも務めた。
- 北村美杉
- 樋田由美子（元IBC岩手放送アナウンサー） - 現在はパネット所属。ニュースやスポット番組を主に担当。
- 山崎博子（元IBC岩手放送アナウンサー） - 現在はパネット所属。ニュースやスポット番組を主に担当。
- 太田由美子（元IBC岩手放送アナウンサー） - 現在はパネット所属。ニュースやスポット番組を主に担当。
- 高橋ちえ - 現在は岩手を離れているが、時折エフエム岩手の番組に出演している。
- 鷲塚由美子 - 東北放送（宮城県）にて長らくワイド番組のリポーターを務めた。その後ふるさと元気隊八幡平支局員として2012年より2015年3月の支局閉鎖まで、また2015年4月より2016年3月の支局閉鎖まで同北上支局員として、2016年4月より2018年3月の支局閉鎖まで岩泉支局員として勤務。
- アヤスタ - __ayastagram
- ミヤザキ - __ayastagram
- もりおかレオ - もりおかレオの「ちさんちショウタイム」
- 佐藤健一 - 1992年よりFM岩手にデスクを構え、多くの番組出演やニュースを担当するなどアナウンサー同様の活動をしていたがフリーパーソナリティとしての活動であり、局アナではない。また2025年現在、週刊MUSIC_PUNCH!でDJを務めているが、ネット番組でありFM岩手の自社制作番組には出演していない。
- さのりえ - BRA-BAN!
- 吉見正信
- 後藤のりこ
- 西條ユキコ
- 松本哲也

## 備考
- コールサインのJOQUは、1958年（昭和33年）3月までNHK盛岡放送局ラジオ第2宮古ラジオ中継局に指定されていた。
- 開局の際、技術面でサポートしたのが高橋琢二である。高橋はニッポン放送で木更津送信所移転に関わり、中波放送局のプリエンファシスの普及やAMステレオ放送の啓蒙に努めた技術者である。エフエム岩手の後にはJ-WAVEの立ち上げにも関わっていた。
- 開局当時のコンパクトディスク（CD）の保有数は世界一だった[要出典]。
- 社屋移転前は、一部スタジオが本社ロビーからガラス越しに見ることができる構造だったため、番組オンエア中の様子を一般客が観覧可能であった。アーティストなどがゲストとして番組に生出演する際も、比較的自由に観覧することができた。移転後は、社屋がテレビ局の上層階ということもあり一般客の立ち入りができなくなった。
- 二戸中継局は開局当初から1990年代後期あたりまで「福岡中継局」という名称だった。（ちなみに八戸市を拠点にする地方紙「デーリー東北」のラジオ欄の二戸局は「北福岡」と表記されていた時期があった。(NHK-FMも同様。））